# Erdmöbel (Band)
Erdmöbel sind eine in Münster gegründete und in Köln ansässige Band, bestehend aus dem Sänger, Songwriter und Schriftsteller Markus Berges, dem Multiinstrumentalisten und Musikproduzenten Ekimas, dem Keyboarder Wolfgang Proppe und dem Schlagzeuger Christian Wübben. 
Die Band ist bekannt für melodische, oft polyphone Musik mit poetischen und erzählerischen Texten. Wahrgenommen wird immer wieder die besondere stilistische Eigenständigkeit. 2006 begründeten Erdmöbel die Tradition, in jedem Dezember einen „Jahresendsong“ zu veröffentlichen.

## Geschichte
Erdmöbel (nach einem angeblichen DDR-Wort für Sarg) fanden sich 1994, die Band gründete sich mit der Arbeit am ersten Album im Jahr darauf. Die Gruppe bewegt sich mit Markus Berges’ lyrischen Texten, seinem entspannten Gesangsstil und den Arrangements des Produzenten Ekimas in einer anglo-amerikanischen Songwriter- und Musiktradition.
Ihr Debütalbum Das Ende der Diät – zwischen Rock und Experiment und in traditioneller Besetzung (Gitarren, Bass, Schlagzeug) – erschien 1996. Erste Worte nach Bad mit Delfinen (1999) setzte mehr auf elektronische Elemente und textlich auf subjektivere Bilder und Poesie. Aus Songs der ersten beiden Alben produzierte Ekimas im Jahr darauf das elektronische Album Erdmöbel versus Ekimas. Mit einem neuen Arrangement von Dreierbahn enthält es den ersten Indie-Radio-Hit der Band. Elektronische Einflüsse blieben länger Elemente des Erdmöbelstils.
Mit dem Album Altes Gasthaus Love (2003) ging die Band in Richtung Pop. In Busfahrt wird über sechs Minuten ein Erzähltext rezitiert. Die Band präsentierte auf diesem Album erstmals ein Duett, Vergnügungslokal mit Weinzwang mit Suzie Kerstgens von Klee. Das Instrumentarium des Albums besteht klassisch aus Gitarre, Keyboards, Bass und Schlagzeug, jedoch erweitert um Elektronik. Vermehrt wurden auch Bläser eingesetzt. 2004 produzierte die Band mit dem rein akustisch und live eingespielten Fotoalbum ein Best-of-Album.
Für die nicht wissen wie (2005) ist vom Easy-Listening-Pop der 1960er Jahre beeinflusst. Lied über gar nichts lässt sich als Motto der Platte verstehen, viele Songs drehen sich thematisch um vermeintliche Nichtigkeiten. Zum ersten Mal veröffentlichte die Band mit Nah bei dir und Nichts zu verlieren Coverversionen.
Ende 2006 erschien die Erdmöbel-Single Weihnachten ist mir doch egal, eine deutschsprachige Coverversion von Whams Last Christmas. Im Mai 2007 erschien das Konzeptalbum mit dem Titel No. 1 Hits. Die Band interpretiert darauf internationale Hits von Künstlern, die einmal an der Spitze der Charts waren, darunter Kurt Cobain mit Nirvana, Kylie Minogue, Gilbert O’Sullivan, Bee Gees, Vengaboys, Procol Harum, Crash Test Dummies und Robbie Williams. Die Texte übersetzte Markus Berges inhaltlich heterogen – von wörtlich bis frei assoziativ – ins Deutsche. Einer wie wir, die Erdmöbel-Version von One of Us von Joan Osborne und Eric Bazilian wurde von den Hooters auf deren Deutschlandtourneen übernommen.
Auf dem Album Krokus (2010) setzte die Band verstärkt Blasinstrumente wie Hörner, Posaune und Querflöte ein, zudem gewann das Klavier an Bedeutung. Ekimas, der bereits auf No. 1 Hits von der Gitarre zum Bass gewechselt war, entwickelt hier ein für Erdmöbel danach typisches, auffällig melodiöses Bassspiel. Auf Krokus experimentierte die Band mit Bossa-Nova-Rhythmen, Motown-Soul und spätem 60er-Jahre-Pop. Die Texte bleiben lyrisch, werden jedoch zeit- und gesellschaftsbezogener. Mit Fremdes kommentierten Erdmöbel den Einsturz des Kölner Stadtarchivs im Jahr 2009. Das letzte Stück, September Nowak ist instrumental. Der Titel spielt auf den zeitgleich mit dem Album erschienenen Debütroman von Markus Berges an: Ein langer Brief an September Nowak. Die Süddeutsche Zeitung bezeichnete Erdmöbel 2010 als „die größte deutsche Band unserer Tage“. Retrospektive hieß das 2011 erschienene Best-of-Album der Gruppe. Es enthielt einen neuen Titel, Die Krähen.
2013 gründete die Band das Label jippie! industrie. Dort erschien im selben Jahr ihr neues Studioalbum Kung Fu Fighting. Kennzeichnend ist hier die Kombination von musikalischer Eingängigkeit mit textlich assoziativer Freiheit. Der Musikexpress formulierte: „Denn dieses Wunder darf wieder einmal bewundert werden: Wie Erdmöbel noch aus dem sperrigsten Reim, aus der seltsamsten Idee und aus dem widerspenstigsten Thema einen federleicht swingenden, harmonisch berückenden und teuflisch geschmackvollen Pophit fertigen.“ In Jede Nacht singt Markus Berges im Duett mit Desirée Nosbusch. Musikalisch werden auf Kung Fu Fighting Bögen gespannt von moderner Klassik über Reggae bis hin zu Steely-Dan-Reverenzen.
Die Tradition, jedes Jahr im Dezember ein neues Lied zu präsentieren, führte 2014 zu Geschenk. Mit dieser Kompilation fasste die Gruppe ihre bisherigen Weihnachtslieder zusammen, und sie ging erstmals auf Weihnachtstournee. 2015 wurde diese Kompilation erweitert und Geschenk + 3 herausgebracht, darauf sind Duette mit Maren Eggert, Ulrich Matthes und Jemma Endersby. 2016 veröffentlichte die Band ein Songbuch, darin sind neben einem neuen Song all ihre Weihnachtslieder zu finden.
Im Dezember 2017 ersetzten sie das übliche Weihnachtslied durch die erste Single vom neuen Album: Hoffnungsmaschine, ein Duett mit Judith Holofernes. Im Rahmen der Diskussion um den Kölner Ebertplatz als vermeintliche „No-go-Area“ drehte die Band hier das Video zum Song. Im Februar 2018 erschien das 13. Album der Gruppe, Hinweise zum Gebrauch. Die Band bezeichnete dieses Album als ihr bis dahin politischstes Werk. Die FAZ schrieb: „So schön kann man Gebrauchsanweisungen singen: Das neue Album der Band Erdmöbel strahlt vor lyrischen Readymade-Kunstwerken und eingängigen Refrains.“ Die Zeitschrift Brigitte rezensierte: „ebenso außergewöhnlich wie fantastisch, seit 24 Jahren schon, und mehr denn je“.
Im Februar 2020 veröffentlichten Erdmöbel gemeinsam mit der 
iranischen Regisseurin und Sängerin Niloufar Taghizadeh eine persisch-deutsche und eine persisch-englische Version ihres Songs Hoffnungsmaschine. Die geplante Weihnachtstour 2020 fiel wegen der Corona-Pandemie aus. Im Dezember veröffentlichte die Band die Single Beherbergungsverbot. Im März 2021 produzierte der ASB-Berlin gemeinsam mit Erdmöbel und unter Beteiligung von Judith Holofernes, Maren Eggert, Désirée Nosbusch, Wolfgang Niedecken, Suzie Kerstgens, Spielern des 1. FC Union und vielen anderen, darunter insbesondere Helfern der Berliner Hilfsorganisationen, im Rahmen einer Corona-Impfkampagne ein Video zu Hoffnungsmaschine.
Im Dezember 2021 erschien ein neues „Jahresendlied“ mit dem Titel Der große Dezember. Ab Januar 2022 koppelte die Band einige Titel aus ihrem kommenden Album aus. Im Mai 2022 veröffentlichten Erdmöbel das Album Guten Morgen, Ragazzi.
Das Album wurde von Publikum und Presse sehr positiv aufgenommen, vielfach begeistert. Es erschienen zahlreiche Rezensionen über die Musikpresse hinaus. Die FAZ erklärte das Album Guten Morgen, Ragazzi bereits eine Woche nach Erscheinen zum „Klassiker“, und zwar „in dem Sinn, dass man mit ihr nicht fertig wird und versucht ist, sie so lange zu hören, wie die Umgebung das mitmacht.“ Die ZEIT schrieb: „Eine sommerliche Wundertüte aus zehn Songs, die in der deutschen Sprache nicht alle Tage zu hören sind … Da möchte man ewig weiterlauschen.“ Die Regisseurin Natja Brunckhorst machte den Song Das Vakuum zum Schlusstrack ihres Kinofilms Alles in bester Ordnung. 
Im Dezember 2022 erschien das „Jahresendlied“ Weihnachtsdämonen. Im Dezember 2023 folgte Winterblüher, ein Duett mit der Sängerin und Songwriterin Cäthe.
Ende 2024 kündigten Erdmöbel für 2025 zur Feier ihres 30-jährigen Bestehens gemeinsame Konzerte mit dem Kaiser Quartett an, und es erschien ein gemeinsames Jahresendlied namens Geschenkpapier.
Am 30. Mai 2025 erscheint in Zusammenarbeit mit dem Kaiser Quartett ein Erdmöbel-Jubiläumsalbum namens Hätte Sehnsucht Gewicht. Das Album enthält neben Hits der Band wie Hoffnungsmaschine und Das Leben ist schön auch ältere Klassiker wie Tätowiert von innen, jeweils in Neu-Arrangements. Zudem gibt es neue Stücke sowie eine Coverversion des Nico-Songs These Days (Text und Musik: Jackson Browne). Gemeinsam mit dem Kaiser Quartett spielt die Band im Juni und Juli 2025 Jubiläumskonzerte in der Hamburger Elbphilharmonie und in den Philharmonien von Berlin und Köln.

## Rezeption
„die größte deutschsprachige Band unserer Tage“.
Süddeutsche Zeitung
„Erdmöbel sind Meister darin, den geglückten Augenblick zu besingen.“
Die Welt
„es fällt schwer, Erdmöbel nicht zu lieben“ 
Stern
„schwarzer Gürtel in Pop und Poesie“
Kölner Stadtanzeiger
„Die Schublade, in die man Erdmöbel sperren könnte, die ist noch nicht erfunden.“
Die ZEIT
„Man muss sich keinen Standards beugen, um eingängige Songs zu schreiben. Erdmöbel klingen beim ersten Hören wunderbar und danach mit jedem Mal fantastischer. Und so etwas kommt wirklich nicht oft vor.“
Gitarre & Bass
„Wenn Markus Berges keine Romane schreibt, textet er wundervolle Lieder zur wohl schubladenfernsten Popmusik überhaupt: der seiner Band Erdmöbel.“
chrismon

## Diskografie

### Alben
- Das Ende der Diät (1996)
- Erste Worte nach Bad mit Delfinen (1999)
- Erdmöbel versus Ekimas (2000)
- Altes Gasthaus Love (2003)
- Fotoalbum (2004)
- Für die nicht wissen wie (2005)
- No. 1 Hits (2007)
- Krokus (2010) (auch mit extra Live-CD als Krokus & Krokuslive)
- Retrospektive (Compilation, 2011)
- Kung Fu Fighting (2013)[7]
- Geschenk (2014)
- Geschenk + 3 (2015)
- Hinweise zum Gebrauch (2018)
- Guten Morgen, Ragazzi (2022)
- Hätte Sehnsucht Gewicht (2025)

### Singles
- Das Beste von Osten (1999)
- Wette unter Models (1999)
- Genau wie ich es mir wünsche (1999)
- Dreierbahn (Erdmöbel vs. Ekimas, 2000)
- Der blaue Himmel (2003)
- In den Schuhen von Audrey Hepburn (2003)
- Nah bei Dir (2005)
- Lied über gar nichts (2006)
- Weihnachten (Last Christmas) (2006)
- Riecht wie Teen Spirit (Smells Like Teen Spirit) (2007)
- Der letzte deutsche Schnee (2007)
- Muss der heilge Nikolaus sein (2009)
- Fremdes (2010)
- Erster Erster (2010)
- Lametta (2011)
- Fräulein Frost (2012)
- Kung Fu Fighting (2013)
- Ding Ding Dong (2013)
- Goldener Stern (2014)
- Weihnachten in Tamariu (2014)
- Rakete zwischen den Jahren (2014)
- Aufs Christkind (2015)
- Melodica (2015)
- Nonstop Christmas (2015)
- Weihnachten im Weltall (2016)
- Hoffnungsmaschine (2017)
- Veloso Bar (2018)
- Lá no veloso, o bar (2018)
- Sie nannten ihn Putte (2018)
- Es war helllichte Nacht (2019)
- Mashine Omid – Hoping Machine (2020)
- Party deines Lebens (die-ganze-welt-mix) (2020)
- Beherbergungsverbot (2020)
- Der große Dezember (2021)
- Supermond (2022)
- Bernoulli-Effekt (2022)
- Das Vakuum (2022)
- Guten Morgen (2022)
- Weihnachtsdämonen (2022)
- Winterblüher (2023)
- Geschenkpapier (2024)
- Dreierbahn 2025 (2025)
- Hoffnungsmaschine 2025 (2025)
- Wette unter Models 2025 (2025)

### Videoalben
- On Film (2003)

### Songbuch
- Geschenk: das Erdmöbel-Weihnachts-Songbuch mit CD (Geschenk + 4), ISBN 978-3-86543-961-1 (2016).